# مركز المعلومات الدولي لتحديد النسل
مركز المعلومات الدولي لتحديد النسل (بالإنجليزية: Birth Control International Information Center) هو مركز مستقل يقع في لندن، انشأتهُ القائدة الأمريكية مارغريت سانغر والبريطانية المنادية بحق المرأة إديث هاو مارتين، وهو عبارة عن غرفة المقاصَّة الدولية لمعلومات تحديد النسل. دعم إنشاء عيادات ومراكز استشارات الأمومة في الخارج، ورعاية المحاضرات بالندوات والجولات .

## التأسيس
في عام 1928 تم إنشاء مركز المعلومات تحديد النسل في لندن تحت إشراف إديث هاو مارتين . في عام 1930 عقب المؤتمر الدولي السابع حول تحديد النسل في زيوريخ،أُعيد تنظيم المركز باسم BCLLC، مع مارغريت سانغر كرئيس فخري وهاومارتين كمدير فخري (كالمنصب بدون مرتب ).

## الأنشطة
عمل المركزكغرفة لتبادل المعلومات تحديد النسل، والكتيبات المنشورة، ورسائل إخبارية، وونشرات وغيرها من المعلومات حول طرق منع الحمل وتحديثات العيادة والبحث الجديد. كما قامت هاو مارتين وسانغر برعاية العديد من الجولات في آسيا وروسيا والشرق الأوسط ؛ لتشجيع اعتماد وسائل منع الحمل وتشكيل عيادات لتحديد النسل في مناطق حول العالم.
وشملَ ذلك جولة سانغرفي الدول الأسكندنافية والأتحاد السوفياتي 1934،وجولة هاو مارتين إلى الهند في عام 1934 ،وفي عامي1935-1936ذهبت سانغر وهاو مارتين في جولة حول العالم، من خلال هذه الجولة تحدثوا إلى العديد من المجموعات والمنظمات المنسقة لتحديد النسل في الهند وبورما وبلاد الملايو والصين والفلبين واليابان وهاواي وكندة والساحل الغربي للولايات المتحدة .
قام (BCLLC) بتنسيق نشاطات دولية لتحديد النسل (تنظيم العيادات والمؤتمرات )مع مساعدة المراسلين في أكثر من 30 دولة . رتب موظفو المركزأيضاً للزائرين زيارة العيادات في لندن ومدينة نيويورك، واستضافوا اجتماعات أسبوعية في لندن مع متحدثين ضيوف من دول مختلفة .كان عضواً في المجلس الوطني لتحديد النسل (بريطانيا)؛لكنها تلّقت دعماً مستقلاً من جون وجيردا جاي وكلينتون وجانيت تشانس وغيرهم.

## المشاكل الأدارية
استقالت هاو مارتين من BCLLC ؛ بسبب نزاع حول الشؤون المالية، تبع ذلك بضع أسابيع متأخرة من قبل سكرتير المنظمة أوليلف جونسون. اُستِبدلَت هاو مارتين بالدكتور موريس نيوفيلد وجونسون من قبل إليانور هواردن .قررت سانغر أيضاً الاستقالة من منصب الرئيس عام 1937؛ لأنها لن تكون قادرة على إدارة المنظمة ؛فَستُبدِلَت سانجر باللورد (لقب عضو مجلس اللوردات في بريطانيا ) ثوماس هوردير . بالأضافة، عانى المركز الذي تم تمويله من القطاع الخاص من نقص في الميزانية حيث حد الأكتئاب العالمي .
بناءاً على قرار اللورد هوردير في عام 1938، اندمج مركز المعلومات الدولي لتحديد النسل (BCLLC) مع الرابطة الوطنية لتحديد النسل في إنجلترا ( أُعيدت تسميتها ب جمعية تنظيم الأسرة ) ، والتي واصلت الكثير من الأجندة الدولية للمركز، حتى بعد الحرب العالمية الثانية.